# Northampton Saints
Pour les articles homonymes, voir Saints.
Maillots
Actualités
Dernière mise à jour : 22 septembre 2024.
Les Northampton Saints sont un club de rugby anglais qui joue en Aviva Premiership, le championnat de première division anglaise. Il évolue à Northampton dans le stade de Franklin's Gardens, qui possède 15 249 places. Ils sont surnommés The Saints ou Jimmies.
La section féminine du club, le Loughborough Lightning, a conservé son nom et ses couleurs d'origine.

## Histoire du club

### Les origines
Le club a été fondé en 1880 sous le nom de Northampton St James par le Révérend Samuel Wathen Wigg, un ecclésiastique et curé de St James. Le club avait pour objectif original de favoriser l'"ordre" des plus jeunes membres de la paroisse, avec la philosophie selon laquelle c’est un "sport de voyou fait pour les jeunes transformés en gentlemen ". Le football, ici celui provenant de la ville de Rugby, était vu par les éducateurs de l'époque comme un moyen de dépenser les étudiants en leur inculquant l'ordre, par l'esprit d'équipe.
Il ne fallut pas très longtemps pour que Northampton devienne un des principaux clubs d’Angleterre. Vingt ans seulement après sa création, le club connut son premier international anglais, en la personne de Harry Weston.
Le club continua sa progression au début du XXe siècle. Cette période fut marquée par le premier joueur de Northampton capitaine de l’équipe d’Angleterre : Edgar Mobbs. Mais Edgar Mobbs était plus qu’un joueur de rugby, c’était un véritable héros dans la région pour ses exploits lors de la Première Guerre mondiale. Il avait été recalé de l’armée britannique car il était trop âgé, mais il décida de former son propre bataillon de "Sportsmen" aussi connu sous le nom de Mobbs' Own. Il mourut le 29 juillet 1917.
Le club continua à se développer et progresser dès la fin de la guerre. Il a fourni certains des meilleurs joueurs d’Angleterre. Les Saints furent l’une des places fortes du rugby anglais pendant près de 60 années après la guerre, avec des joueurs tels que Butterfield, Jeeps, Longland, White et Jacobs mais les périodes difficiles sont à venir.

### Depuis les années 1990

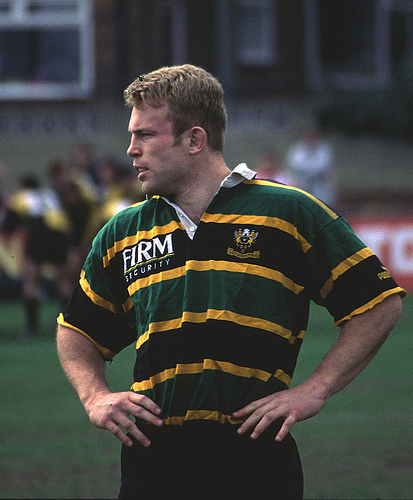
Tim Rodber.

Le club décline inexorablement jusqu'à l’arrivée de Barry Corless, qui reprend le club en main et le restructure pour lui faire retrouver le chemin de la victoire.
En 1989-1990, Northampton qui évolue en seconde division du récent Championnat d'Angleterre, termine la saison premier et obtient son billet pour le Premiership. Le club réussit à se maintenir la saison suivante et va cette même année en finale de la Coupe d’Angleterre.
Tim Rodber et Ian Hunter deviennent internationaux et sont rejoints par Matt Dawson et Nick Beal.
Ian McGeechan prend en charge l’équipe en 1994-1995.
Il conduira le club tout droit en seconde division. Le club ne restera qu’une saison au niveau inférieur, remportant son championnat avec 18 victoires en autant de matchs. 1995 est aussi l’année de l’arrivée du rugby professionnel qui se traduit à Northampton par la reprise du club par un homme d’affaires local : Keith Barwell.
En 1998-1999, le club obtient son meilleur classement en championnat en finissant deuxième au classement, se qualifiant donc pour la Coupe d'Europe.
McGeechan quitte le club pour entraîner l’Équipe d’Écosse et il est remplacé par John Steel, l’ancien entraîneur des London Scottish.
Champion d'Europe 2000

Northampton, champion d'Europe, soulève le trophée de la Heineken Cup.

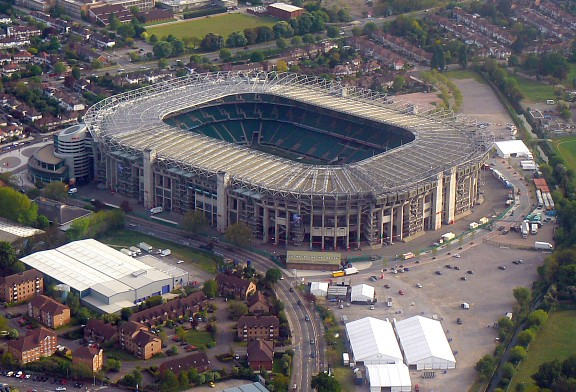
Le Stade de Twickenham à Londres où les Northampton Saints s'imposent en finale contre le Munster en 2000.

Sa première saison à la tête de l’équipe sera exceptionnelle. Le club atteint pour la seconde fois la finale de la Coupe d'Angleterre, s’inclinant devant les Wasps.
Mais surtout le club remporte son premier titre avec une victoire en finale de la Coupe d’Europe face au Munster, alors que c’est leur toute première participation à cette compétition.
Hormis une seule défaite sur la pelouse du FC Grenoble, les Northampton Saints ont remporté toutes leurs rencontres durant cette compétition.
Équipe championne d'Europe en 2000 : 
 

1. Garry Pagel 2. Federico Mendez 3. Matthew Stewart puis Martín Scelzo 

4. Andy Newman puis Jon Phillips 5. Tim Rodber 

6. Don Mackinnon 8. Pat Lam  7. Budge Pountney 

9. Dominic Malone puis James Bramhall 10. Alistair Hepher 

11. Ben Cohen 12. Matt Allen 13. Allan Bateman 14. Craig Moir 

15. Paul Grayson 

La suite du nouveau millénaire est moins glorieuse. Même si le club reste dans les premiers du classement au championnat et se qualifie régulièrement en Coupe d’Europe, le club n’arrive pas à décrocher de nouveaux trophées. Pour preuve, Northampton s’incline en finale de la Coupe d'Angleterre pour la troisième et quatrième fois en 2002 et 2003.
La saison 2004-2005 sera catastrophique puisque le club finit onzième et échappe de peu à la relégation. Après cette saison et le limogeage de l’entraîneur Alan Solomons, c’est Paul Grayson et Budge Pountney qui dirigent l’équipe. Malgré une saison 2005-2006 plus convaincante qui les voit terminer à la sixième place du championnat, le club ne peut éviter la relégation l'année suivante.
Vainqueur du challenge européen 2009
Après une unique saison passée en National Division 1, les Northampton Saints remontent dans l'élite pour la saison 2008-2009. Ils terminent huitièmes du championnat et remportent également le Challenge Européen en battant le CS Bourgoin-Jallieu en finale.
Lors de la saison 2009-2010, ils sont demi-finalistes du Premiership (ils étaient classés deuxièmes à l'issue de la saison régulière) et remportent la Coupe anglo-galloise (anciennement Coupe d'Angleterre) en battant Gloucester en finale.
Vice-champion d'Europe 2011
Ils réalisent ensuite une très bonne saison 2010-2011 où ils sont finalistes de la Coupe d'Europe sans avoir perdu un seul match.
Vice-champion d'Angleterre 2013
En 2013, les Northampton Saints s’inclinent en finale du championnat contre les Leicester Tigers.
Doublé champion d’Angleterre et vainqueur du challenge européen 2014

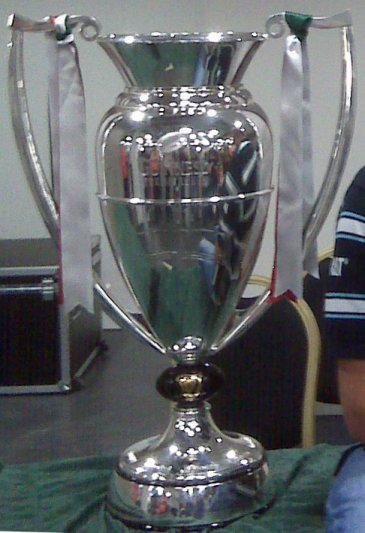
Les Northampton Saints remportent le championnat d’Angleterre 2014.

En 2014, les Saints réalisent la meilleure saison de leur histoire en battant le Bath Rugby en finale de la Amlin Challenge Cup et en reportant leur premier titre de champion d'Angleterre contre les Saracens.
Équipe championne d’Angleterre en 2014 : 
 

1. Alex Corbisiero 2. Mike Haywood 3. Salesi Ma'afu 

4. Samu Manoa 5. Courtney Lawes 

6. Calum Clark 8. Sam Dickinson 7. Tom Wood 

9. Kahn Fotuali'i 10. Stephen Myler 

11. George North 12. Luther Burrell 13. George Pisi 14. Ken Pisi 

15. Ben Foden 

Remplaçants : 

Dylan Hartley, Alex Waller, Tom Mercey, Christian Day, 
Phil Dowson, Lee Dickson, James Wilson, Tom Stephenson
Champion d'Angleterre 2024
En 2024, les Northampton Saints sont sacrés champions d'Angleterre après avoir battu Bath Rugby 25 à 21 en finale. C'est leur deuxième titre dans la compétition.
Équipe championne d’Angleterre en 2024 : 
 

1. Alex Waller 2. Curtis Langdon 3. Trevor Davison 

4. Alexander Moon 5. Alex Coles 

6. Courtney Lawes  8. Juarno Augustus 7. Tom Pearson 

9. Alex Mitchell 10. Fin Smith 

11. Ollie Sleightholme 12. Fraser Dingwall 13. Burger Odendaal 14. Tommy Freeman 

15. George Furbank 

Remplaçants : 

Sam Matavesi, Emmanuel Iyogun, Elliot Millar-Mills, Temo Mayanavanua, Sam Graham (en),  Lewis Ludlam, Tom James (en), George Hendy

## Identité visuelle

### Couleurs et maillots
Les couleurs du club sont le noir, le vert et l'or.

### Logo
Dans les années 1950, un logo reprenant les armoiries de la ville de Northampton est créé ; il n'est apposé sur le maillot des joueurs qu'à partir de 1984.
Le 11 juillet 2024, après une année de recherches dans les archives, un logo inspiré des premières armoiries de l'histoire du club est adopté : il comporte la croix de l'équipe de Saint-James (le nom de l'équipe dans ses premières années d'existence, ainsi qu'une plus grande part aux couleurs noir, vert et or, peu mises en avant dans le logo précédent.

Évolution du logo
Logo depuis les années 1950 jusqu'en 2024.
Logo depuis le 11 juillet 2024.

## Palmarès

### Détail du palmarès
Le tableau suivant récapitule les performances de Northampton dans les diverses compétitions anglaises et européennes.
| Compétitions nationales | Compétitions européennes |
| --- | --- |
| Championnat d'Angleterre - Champion (2) : 2014, 2024 - Vice-champion (2) : 1999, 2013 Championnat d'Angleterre de D2 - Champion (3) : 1990, 1996, 2008 Coupe d'Angleterre - Vainqueur (2) : 2010, 2019 - Finaliste (6) : 1991, 2000, 2002, 2003, 2012, 2014 | Coupe d'Europe/Champions Cup - Vainqueur (1) : 2000 - Finaliste (2) : 2011, 2025 Challenge européen - Vainqueur (2) : 2009, 2014 |

### Finales disputées
On accède, lorsqu'il existe, à l'article qui traite d'une édition particulière en cliquant sur le score de la rencontre.
| Date de la finale | Vainqueur             | Score   | Finaliste          | Lieu de la finale           | Spectateurs |
| ----------------- | --------------------- | ------- | ------------------ | --------------------------- | ----------- |
| 27 mai 2000       | Northampton Saints    | 9 – 8   | Munster            | Twickenham, Londres         | 68 441      |
| 21 mai 2011       | Leinster              | 33 – 22 | Northampton Saints | Millennium Stadium, Cardiff | 72 456      |
| 24 mai 2025       | Union Bordeaux Bègles | 28 – 20 | Northampton Saints | Millennium Stadium, Cardiff | 70 225      |

| Date de la finale | Vainqueur          | Score   | Finaliste           | Lieu de la finale         | Spectateurs |
| ----------------- | ------------------ | ------- | ------------------- | ------------------------- | ----------- |
| 22 mai 2009       | Northampton Saints | 15 – 3  | CS Bourgoin-Jallieu | Twickenham Stoop, Londres | 9 260       |
| 23 mai 2014       | Northampton Saints | 30 – 16 | Bath Rugby          | Arms Park, Cardiff        | 12 483      |

| Date de la finale | Vainqueur          | Score   | Finaliste          | Lieu de la finale            | Spectateurs |
| ----------------- | ------------------ | ------- | ------------------ | ---------------------------- | ----------- |
| 25 mai 2013       | Leicester Tigers   | 37 – 17 | Northampton Saints | stade de Twickenham, Londres | 81 703      |
| 31 mai 2014       | Northampton Saints | 24 – 20 | Saracens           | stade de Twickenham, Londres | 81 193      |
| 8 juin 2024       | Northampton Saints | 25 – 21 | Bath Rugby         | stade de Twickenham, Londres | 81 669      |

| Date de la finale | Vainqueur          | Score   | Finaliste          | Lieu de la finale               | Spectateurs |
| ----------------- | ------------------ | ------- | ------------------ | ------------------------------- | ----------- |
| 4 mai 1991        | Harlequins         | 25 – 13 | Northampton Saints | Twickenham, Londres             | 53 000      |
| 13 mai 2000       | London Wasps       | 31 – 23 | Northampton Saints | Twickenham, Londres             | 55 000      |
| 20 avril 2002     | London Irish       | 38 – 7  | Northampton Saints | Twickenham, Londres             | 75 000      |
| 5 avril 2003      | Gloucester RFC     | 40 – 22 | Northampton Saints | Twickenham, Londres             | 75 000      |
| 21 mars 2010      | Northampton Saints | 30 – 24 | Gloucester Rugby   | Sixways Stadium, Worcester      | 12 024      |
| 18 mars 2012      | Leicester Tigers   | 26 – 14 | Northampton Saints | Sixways Stadium, Worcester      | 11 895      |
| 16 mars 2014      | Exeter Chiefs      | 15 – 8  | Northampton Saints | Sandy Park, Exeter              | 10 004      |
| 17 mars 2019      | Northampton Saints | 23 – 9  | Saracens           | Franklin's Gardens, Northampton | 15 520      |

## Personnalités du club

### Effectif 2024-2025
Le tableau suivant récapitule l'effectif professionnel du club de Northampton pour la saison 2023-2024.
| Nom                      | Naissance         | Nationalité sportive | Sélections (points) | Dernier club        | Arrivée au club |
| Talonneurs               | Talonneurs        | Talonneurs           | Talonneurs          | Talonneurs          | Talonneurs      |
| ------------------------ | ----------------- | -------------------- | ------------------- | ------------------- | --------------- |
| Curtis Langdon           | 3 août 1997       | Angleterre           | 4 (5)               | Montpellier HR      | 2023            |
| Nathan Langdon           | 21 mai 2001       | Angleterre           | -                   | Sale Sharks         | 2024            |
| Robbie Smith             | 26 septembre 1998 | Écosse               | 2 (0)               | Newcastle Falcons   | 2022            |
| Henry Walker             | 10 mars 1998      | Angleterre           | -                   | Ealing Trailfinders | 2024            |
| Piliers                  |                   |                      |                     |                     |                 |
| Trevor Davison           | 20 août 1992      | Angleterre           | 3 (0)               | Newcastle Falcons   | 2023            |
| Luke Green               | 6 mai 2001        | Angleterre           | -                   | Legion de San Diego | 2024            |
| Tarek Haffar             | 13 septembre 2001 | Angleterre           | -                   | London Irish        | 2023            |
| Emmanuel Iyogun          | 24 novembre 2000  | Angleterre           | -                   | Formé au club       | 2020            |
| Elliot Millar-Mills      | 8 juillet 1992    | Écosse               | 8 (0)               | Édimbourg Rugby     | 2023            |
| Beltus Nonleh            | 15 novembre 2000  | Cameroun             | -                   | Sedgley Park        | 2023            |
| Tom West                 | 11 février 1996   | Angleterre           | -                   | Saracens            | 2024            |
| Deuxièmes lignes         |                   |                      |                     |                     |                 |
| Alex Coles               | 21 septembre 1999 | Angleterre           | 10 (0)              | Formé au club       | 2018            |
| Callum Hunter-Hill       | 27 février 1997   | Écosse               | -                   | Saracens            | 2024            |
| Tom Lockett              | 6 octobre 2002    | Angleterre           | -                   | Formé au club       | 2021            |
| Temo Mayanavanua         | 9 novembre 1997   | Fidji                | 23 (0)              | Lyon OU             | 2023            |
| Chunya Munga             | 2 septembre 2000  | Angleterre           | -                   | London Irish        | 2023            |
| Troisièmes lignes aile   |                   |                      |                     |                     |                 |
| Archie Benson            | 18 août 2001      | Angleterre           | -                   | Luctonians          | 2024            |
| Fyn Brown                | 11 octobre 2002   | Angleterre           | -                   | Doncaster Knights   | 2024            |
| Josh Kemeny              | 29 novembre 1998  | Australie            | 2 (0)               | Melbourne Rebels    | 2024            |
| Iakopo Mapu              | 4 novembre 1997   | Samoa                | 7 (0)               | Kia Toa RF          | 2024            |
| Tom Pearson              | 26 octobre 1999   | Angleterre           | 1 (0)               | London Irish        | 2023            |
| Henry Pollock            | 14 janvier 2005   | Angleterre           | 1 (10)              | Formé au club       | 2022            |
| Troisièmes lignes centre |                   |                      |                     |                     |                 |
| Juarno Augustus          | 9 décembre 1997   | Afrique du Sud       | -                   | Stormers            | 2021            |
| Sam Graham               | 6 juillet 1997    | Angleterre           | -                   | Doncaster Knights   | 2022            |
| Demis de mêlée           |                   |                      |                     |                     |                 |
| Tom James                | 12 octobre 1993   | Angleterre           | -                   | Doncaster Knights   | 2020            |
| Alex Mitchell            | 25 mai 1997       | Angleterre           | 23 (20)             | Formé au club       | 2017            |
| Demis d'ouverture        |                   |                      |                     |                     |                 |
| George Makepeace-Cubitt  | 20 février 2004   | Angleterre           | -                   | Rams RFC            | 2024            |
| Charlie Savala           | 21 avril 2000     | Australie            | -                   | Édimbourg Rugby     | 2023            |
| Fin Smith                | 11 mai 2002       | Angleterre           | 11 (29)             | Worcester Warriors  | 2022            |
| Centres                  |                   |                      |                     |                     |                 |
| Fraser Dingwall          | 7 avril 1999      | Angleterre           | 4 (5)               | Formé au club       | 2018            |
| Rory Hutchinson          | 29 janvier 1996   | Écosse               | 9 (20)              | Shelford RFC        | 2014            |
| Tom Litchfield           | 20 avril 2002     | Angleterre           | -                   | Formé au club       | 2021            |
| Burger Odendaal          | 15 avril 1993     | Afrique du Sud       | -                   | Toshiba Brave Lupus | 2023            |
| Ailiers                  |                   |                      |                     |                     |                 |
| Tommy Freeman            | 5 mars 2001       | Angleterre           | 21 (35)             | Formé au club       | 2019            |
| James Ramm               | 30 avril 1998     | Australie            | -                   | Waratahs            | 2022            |
| Tom Seabrook             | 15 février 1999   | Angleterre           | -                   | Gloucester Rugby    | 2023            |
| Ollie Sleightholme       | 13 avril 2000     | Angleterre           | 8 (30)              | Formé au club       | 2018            |
| Arrières                 |                   |                      |                     |                     |                 |
| George Furbank           | 17 octobre 1996   | Angleterre           | 14 (15)             | Formé au club       | 2015            |
| George Hendy             | 15 octobre 2002   | Angleterre           | -                   | Formé au club       | 2021            |

### Joueurs emblématiques

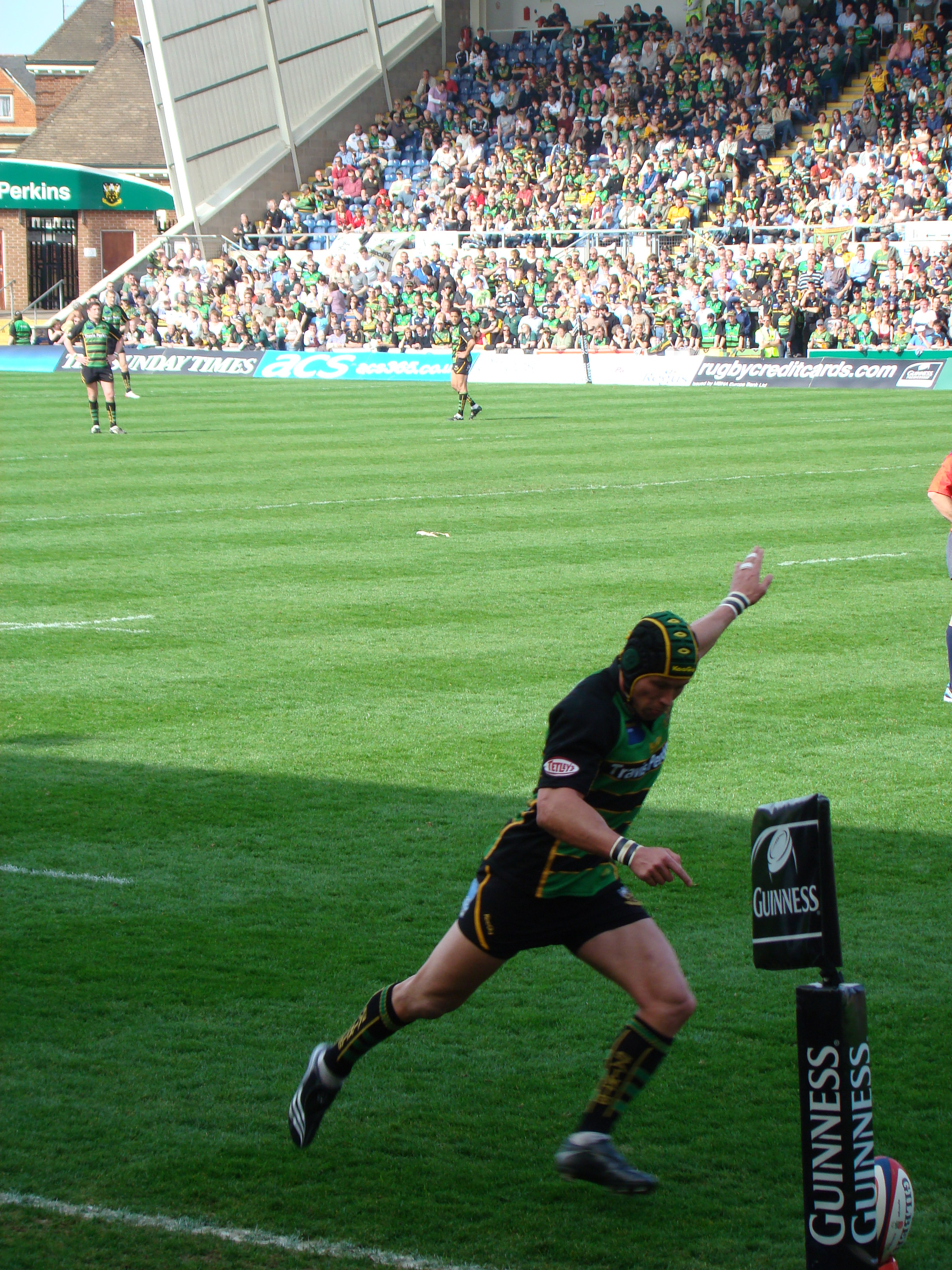
Bruce Reihana

- Chris Ashton
- Nick Beal
- Ben Cohen
- Ben Foden
- Paul Grayson
- Dylan Hartley
- Ryan Lamb
- Tim Rodber
- Steve Thompson
- Joe Ansbro
- Sean Lamont
- Rory Lamont
- Euan Murray
- Cam Dolan
- Samu Manoa
- Andrew Blowers
- Bruce Reihana
- Carlos Spencer
- George Pisi
- George North
- Oriol Ripol
- Ignacio Fernandez Lobbe

### Entraîneurs
| Saisons                     | Entraîneur(s)                                                                     | Adjoint(s)                                                                            | Titre(s)                                                                               |
| 1994-1999                   | Ian McGeechan                                                                     |                                                                                       | Championnat d'Angleterre de 2e division 1996                                           |
| 1999-Novembre 2001          | John Steele                                                                       |                                                                                       | Champion d'Europe 2000                                                                 |
| Novembre 2001-2004          | Wayne Smith                                                                       |                                                                                       |                                                                                        |
| 2004-Novembre 2004          | Alan Solomons                                                                     |                                                                                       |                                                                                        |
| Novembre 2004-Novembre 2006 | Budge Pountney Paul Grayson                                                       |                                                                                       |                                                                                        |
| Novembre 2006-2007          | Paul Grayson                                                                      |                                                                                       |                                                                                        |
| 2007-Novembre 2012          | Jim Mallinder                                                                     | Dorian West (avants) Paul Grayson (arrières)                                          | Championnat d'Angleterre de 2e division 2008 Challenge européen 2008-2009 LV= Cup 2010 |
| Novembre 2012-2013          | Jim Mallinder                                                                     | Dorian West (avants) Alan Dickens (arrières)                                          |                                                                                        |
| 2013-Octobre 2016           | Jim Mallinder                                                                     | Dorian West (avants) Alex King (arrières) Alan Dickens (défense)                      | Champion d'Angleterre 2014 Challenge européen 2013-2014                                |
| Octobre 2016-2017           | Jim Mallinder                                                                     | Dorian West (avants) Alan Dickens (arrières et défense)                               |                                                                                        |
| Juillet-Décembre 2017       | Jim Mallinder                                                                     | Dorian West (avants) Alan Dickens (arrières) Mark Hopley (défense) Phil Dowson        |                                                                                        |
| janvier 2018 - juillet 2018 | Alan Gaffney (conseiller technique) Alan Dickens (entraîneur en chef par intérim) | Dorian West (avants) Mark Hopley (défense) Phil Dowson                                |                                                                                        |
| 2018-novembre 2019          | Chris Boyd                                                                        | Alan Dickens (défense) Sam Vesty (attaque) Phil Dowson (avants) Matt Ferguson (mêlée) | Premiership Rugby Cup 2019                                                             |
| Depuis janvier 2020         | Chris Boyd                                                                        | Sam Vesty (attaque) Phil Dowson (avants) Matt Ferguson (mêlée) Ian Vass (défense)     |                                                                                        |